# Ну, погоди! (выпуск 19)
Ну, погоди! (выпуск 19) — девятнадцатый мультипликационный фильм из серии «Ну, погоди!».

## Сюжет
Действие мультфильма происходит на курорте. Заяц прилетает туда, чтобы немного отдохнуть. Волк уже на месте и намерен его поймать.

## Роли озвучивали
| Актёр           | Роль |
| --------------- | ---- |
| Игорь Христенко | Волк |
| Ольга Зверева   | Заяц |

## Над фильмом работали
- авторы сценария: Феликс Камов, Александр Курляндский
- кинорежиссёр: Алексей Котёночкин
- художник-постановщик: Светлана Давыдова
- композитор: Андрей Державин
- в записи музыки принимали участие: А. Дитковский, С. Остроумов, А. Румянцев, М. Лихачёв, Андрей Державин, Фла, Пус, А. Коновалов-Лев
- звукорежиссёры записи музыки: В. Плохих, А. Коновалов-Лев
- звукорежиссёр: Карлон
- художники-мультипликаторы: Рим Шарафутдинов, Василий Шевченко, Наталья Мальгина, Наталия Богомолова, Татьяна Подгорская, Виктор Улитин, Владимир Шевченко
- ассистент режиссёра: Екатерина Смирнова
- ассистент художника-постановщика: А. Мелёхина
- художники: Марина Вахрушина, И. Еремеев, Т. Титова, Л. Разгуляева, Ирина Борисова, Ольга Кацуба, Наталия Дрожжа, Е. Воронина, Стелла Савельева, И. Комедчикова, Алексей Миронов, Е. Донская, О. Крылова, Александр Грига, Ольга Скидкова, М. Поликашина
- операторы лайн-тест: М. Ерохина, Д. Кондорева
- сканирование: Александр Грига
- художник компьютерной графики, спецэффектов и монтажа: Дмитрий Семёнов
- редактор: Елена Михайлова
- администратор: В. Крылова
- главный координатор производства: Ирина Карпова
- продюсер: Э. Бабахина

В фильме использована музыка группы «Машина времени».

## Производство
В начале 2000-х годов, несмотря на прекращение существования «старого» «Союзмультфильма» в 1999 году и смерть Вячеслава Котёночкина и Аркадия Хайта в 2000 году, тема продолжения «Ну, погоди!» снова воскрешается.

Сценарист мультфильма Александр Курляндский подумал: в принципе, тема не исчерпана. Можно попытаться продолжить эту историю, предложил мне этим заняться. Я сказал, что не против. Хотя не обошлось без проблем. Многих из тех, кто работал над мультфильмом с отцом, уже нет в живых: мультипликаторов, актёров<…> Далее проблемы социальной адаптации персонажа — это хулиган конца 60-х, если менять персонаж — это уже будет не то<…> Я считал, что это будет довольно трудно, мы с Курляндским долго спорили и расстались на том, что «чего мы спорим, денег всё равно нет». Если деньги кто-то даст на это, то пожалуйста. Но он на всякий случай дал несколько интервью в прессе, на телевидении о том, что есть ещё порох в пороховницах, и теоретически мы готовы к работе. Видимо, это интервью попало на глаза тому, кому надо.— Алексей Котёночкин «"Ну, погоди!" я смотрел первым в СССР»
Студией «Кристмас Филмз», не без помощи торговой сети «Пятёрочка» и по графическим материалам Светозара Русакова, были выпущены девятнадцатый и двадцатый выпуски «Ну, погоди!» в 2005 и 2006 годах соответственно. Режиссёром стал Алексей Котёночкин, сын Вячеслава Котёночкина. Сценарий писал Александр Курляндский вместе с вернувшимся в проект Феликсом Канделем (в титрах эпизодов мультсериала — Камовым). Роль Волка озвучил Игорь Христенко. Клара Румянова была согласна работать в продолжении, однако из-за проблем с сердцем не смогла прийти. В 2004 году Румяновой не стало, и её заменила актриса Ольга Зверева.
В год выхода двадцатого выпуска Алексей Котёночкин пообещал не снимать новых серий «Ну, погоди!». Как он сам заявил: «Невозможно бесконечно плодить эти серии». При этом он оговорился: «Если и будет какое-то продолжение, то это будет совсем другое кино и другие Волк и Заяц».